# Convoi QP 2
Le convoi QP 2 est le nom de code d'un convoi allié durant la Seconde Guerre mondiale. Il fait partie d'une série de convois destinés à ramener les navires alliés des ports soviétiques du nord vers les ports britanniques. Les Alliés cherchaient à ravitailler l'URSS qui combattait leur ennemi commun, le Troisième Reich. Les convois de l'Arctique, organisés de 1941 à 1945, avaient pour destination le port d'Arkhangelsk, l'été, et Mourmansk, l'hiver, via l'Islande et l'océan Arctique, effectuant un voyage périlleux dans des eaux parmi les plus hostiles du monde. 
Il part de Arkhangelsk en URSS le 3 novembre 1941 à destination de Kirkwall en Écosse qu'il atteint le 17 novembre 1941.

## Composition du convoi
Ce convoi est constitué de 12 cargos  dont 
- Royaume-Uni : Atlantic, Blairnevis, Gemstone, Harmonic, Lorca, River Afton (présents dans le convoi PQ 1)
- Belgique : Ville D'Anvers (présent dans le convoi PQ 1)

| Nom                     | Nationalité      | Tonnage (GRT) | Notes |
| ----------------------- | ---------------- | ------------- | ----- |
| Atlantic (1939)         | Royaume-Uni      | 5 414         |       |
| Blairnevis (1930)       | Royaume-Uni      | 4 155         |       |
| Capira (1920)           | Panama           | 5 625         |       |
| Chernyshevski (1919)    | Union Soviétique | 3 588         |       |
| Gemstone (1938)         | Royaume-Uni      | 4 986         |       |
| Harmonic (1930)         | Royaume-Uni      | 4 558         |       |
| Ijora (1921)            | Union Soviétique | 2 815         |       |
| Lorca (1931)            | Royaume-Uni      | 4 875         |       |
| North King (1903)       | Panama           | 4 934         |       |
| River Afton (1935)      | Royaume-Uni      | 5 479         |       |
| Stepan Khalturin (1921) | Union Soviétique | 2 498         |       |
| Ville D'Anvers (1920)   | Belgique         | 7 462         |       |

## L'escorte
L'escorte varie au cours de la traversée. Une escorte principale reste tout au long du voyage.
| Nom                    | Nationalité | Type                       | Notes                   |
| ---------------------- | ----------- | -------------------------- | ----------------------- |
| HMS Bramble (J11)      | Royal Navy  | Dragueur de mines          | Escorte 3 Oct - 5 Oct   |
| HMT Felia (T134)       | Royal Navy  | Chalutier anti-sous-marins | Escorte 11 Oct - 13 Oct |
| HMS Eclipse (H08)      | Royal Navy  | Destroyer                  | Escorte 3 Oct - 17 Oct  |
| HMS Icarus (D03)       | Royal Navy  | Destroyer                  | Escorte 3 Oct - 17 Oct  |
| HMS Leda (J93)         | Royal Navy  | Dragueur de mines          | Escorte 3 Oct - 5 Oct   |
| HMS Norfolk (78)       | Royal Navy  | Croiseur lourd             | Escorte 3 Oct - 11 Oct  |
| HMS Seagull (J85)      | Royal Navy  | Dragueur de mines          | Escorte 3 Oct - 5 Oct   |
| HMS Windermere (FY207) | Royal Navy  | Chalutier anti-sous-marins | Escorte 11 Oct - 13 Oct |

## Le voyage
Il n'y a eu aucune interférence des forces allemandes et le convoi QP 2 arrive à Kirkwall sans dommage le 17 novembre.